# Aloeides barklyi
Aloeides barklyi е вид насекомо от семейство Синевки (Lycaenidae). Видът е незастрашен от изчезване.

## Разпространение
Разпространен е в Южна Африка (Западен Кейп и Северен Кейп).